# Ludwik Salwik
Ludwik Salwik (ur. 15 sierpnia 1909, zm. 1983) – major artylerii Polskich Sił Zbrojnych.

## Życiorys
Urodził się 15 sierpnia 1909. 5 sierpnia 1933, po ukończeniu Szkoły Podchorążych Artylerii w Toruniu, Prezydent RP Ignacy Mościcki mianował go podporucznikiem ze starszeństwem z dniem 15 sierpnia 1933 i 67. lokatą w korpusie oficerów artylerii, a minister spraw wojskowych wcielił do 5 pułku artylerii ciężkiej w Krakowie. Na stopień porucznika został awansowany ze starszeństwem z dniem 19 marca 1937 i 22. lokatą w korpusie oficerów artylerii. W marcu 1939 w dalszym ciągu pełnił służbę w 5 pac na stanowisku zastępcy oficera mobilizacyjnego. W czasie mobilizacji pułku znalazł się w Oddziale Zbierania Nadwyżek 5 pac, a następnie w Ośrodku Zapasowym Artylerii Ciężkiej nr 3, z którym 19 września 1939 przekroczył granicę polsko-węgierską.
W stopniu kapitana służył w 2 Karpackim pułku artylerii lekkiej. W marcu 1944 w stopniu kapitana był zastępcą dowódcy 7 pułku artylerii konnej. Za swoje czyny wojenne w szeregach tej jednostki otrzymał Order Virtuti Militari. U kresu wojny w kwietniu 1945 był dowódcą III dywizjonu w 9 pułku artylerii lekkiej.
Po wojnie pozostał na emigracji w Wielkiej Brytanii. W 1955 został awansowany do stopnia podpułkownika artylerii. Był członkiem Rady Rzeczypospolitej Polskiej II kadencji (od 25 listopada 1958 do 28 marca 1963), III kadencji (od 9 września 1963 do 20 lipca 1968, z ramienia Konwentu Walki o Niepodległość), IV kadencji (od 28 października 1968 do 7 listopada 1970, z ramienia Konwentu Walki o Niepodległość). 29 maja 1968 został powołany na członka Głównej Komisji Skarbu Narodowego Rzeczypospolitej Polskiej. 
Zmarł w 1983 w Wielkiej Brytanii. 

## Publikacje
- Polska i Słowianie Zachodni a Niemcy (1964, Chicago, wyd. Koło Wrocław Polskich Ziem Zachodnich)[9]

## Ordery i odznaczenia
- Krzyż Srebrny Orderu Virtuti Militari (za wojnę 1939-1945)
- Krzyż Kawalerski Orderu Odrodzenia Polski (3 maja 1960, za zasługi położone w pracach w polskich organizacjach wojskowych)[10]